# Mirmił w opałach
Mirmił w Opałach – komiks autorstwa Janusza Christy z serii Kajko i Kokosz, zarazem ostatni stworzony przez Christę album w serii. Pierwszy raz ukazał się w 1990 roku.

## O komiksie
Podobnie jak poprzedzający go album komiks ukazał się od razu w wersji albumowej, nie jak wcześniejsze, które były wydawane pierwotnie w odcinkach w prasie. Album zawiera znacznie większą liczbę aluzji do PRL-u i satyry komentującej ówczesne realia niż wcześniejsze tomy - m.in. nawiązania do remanentów, dewiz, haseł propagandowych ("Gry świetlicowe drogą do dalszej fazy przemian"), zespołów rockowych czy "wrogiego elementu". Liczba nawiązań (jak ich mała subtelność) spotkała się z krytyką ze strony wielu fanów, podobnie jak i fakt, iż, gdy wychodził komiks miał miejsce upadek PRL-u i wiele przestało być już aktualnymi. Podobnie jak w przypadku "Borostworów" krytyce padł też nowy format - 3 rzędy kadrów na stronę zamiast czterech. W albumie powraca postać Woja Wita, który od albumu Na wczasach obecny był tylko w tle i bez dialogu. Bohater ponownie mówi rymem jak to miał zwyczaj w Szrankach i konkurach.
W ostatnim kadrze komiksu pojawia się krasnoludek machający do czytelnika na pożegnanie. Jest to karykatura autora Janusza Christy i jedyny przypadek, gdy autor sportretował samego siebie w serii (choć zdarzało się to wcześniej w Kajtku i Koku).

## Fabuła komiksu
Na Mirmiłowo i jego kasztelana pada blady strach, bowiem do grodu przybywa NIK. Wszyscy zakładają, że jest to skrót od Najwyższa Inspekcja Kaszteli - czyli instytucji, która mogłaby pozbawić Mirmiła stanowiska. Tymczasem za sprawą Zbójcerzy, którzy podrzucają do grodu tajną broń - ducha lenistwa, nic nie idzie tak jak powinno. Wielkie sprzątanie grodu odbywa się tylko dzięki poświęceniu Kajka i Kokosza oraz Ciotki Jagi a na przybywającego NIKa przypadkiem napada Łamignat, co powoduje, że już od początku dostojny gość nie jest zachwycony grodem. Tymczasem Woj Wit, który w wolnych chwilach zajmuje się dokonywaniem wynalazków właśnie odkrył proch, co również nie spotkało się z przychylnością NIKa, gdyż wynalazek został mu zaprezentowany w środku nocy. Aby udobruchać gościa, Mirmił dochodzi do wniosku, że trzeba mu zaoferować wszelkie luksusy. Aby zdobyć wielkie łoże Kokosz musi się ożenić, gdyż taki luksus przysługuje tylko małżeństwom. Na szczęście udaje mu się w ostatnich chwili wymigać od tego.